# 宏道镇
宏道镇，是中华人民共和国山西省忻州市定襄县下辖的一个乡镇级行政单位。

## 行政区划
宏道镇下辖以下地区：
南街村、东街村、西街村、北街村、阁街村、南门外村、平东社村、北社东村、北社西村、留念村、大营村、西社村、贾庄村、马城村、咀子村、辛安村、无畏庄村和南社村。